# Suororivier
Suororivier (Zweeds: Suorojåkka of Suorojohka) is een rivier die stroomt in de Zweedse  gemeente Kiruna. De rivier ontvangt haar water op de zuidelijke hellingen van de Suoroberg alwaar ook het Suoromeer ligt. De rivier stroomt naar het oosten en belandt in de Pessinenrivier. De rivier is circa 6 kilometer lang.
Afwatering: Suororivier → Pessinenrivier → Torneträsk → Torne → Botnische Golf